# Auchenoplax crinita
Auchenoplax crinita är en ringmaskart som beskrevs av Ehlers 1887. Auchenoplax crinita ingår i släktet Auchenoplax och familjen Ampharetidae. Inga underarter finns listade i Catalogue of Life.